# فرصت الشيرازي
محمد نصير الحسيني الشيرازي (بالفارسية: محمد نصیر الحسینی شیرازی) المتخلص بـفُرصَة الملقب بـفرصة الدولة اشتهر في حياته بـميرزا آقا وعموماً معروف بـفرصة الشيرازي (بالفارسية: فُرصَتِ شیرازی) (؟ مايو 1855 - 23 أكتوبر 1920) كاتب وخطاط وشاعر إيراني. 

## حياته
هو نصير الدين محمد بن جعفر بن کاظم بن نصير، ولد في شيراز في رمضان 1271/ مايو - يونيو 1855 وتعلم بها. انتشر في عام 1896 كتابه الأول آثار عجم في مومباي. أصدر جريدة فارس الأسبوعية في 1913. وقد نجح نجاحاً كبيراً في مجاله الفني وصيته في تجنب عن التعصب الديني إلى حرية الاعتقاد واحترام الحق في الاختلافات كما عين رئيساً لدائرة التربية والتعليم بشيراز ثم رئيساً لدائرة العدلية. توفي يوم 23 أكتوبر 1920/ 10 صفر 1339 في شيراز ودفن في مقبرة حافظ.

## مؤلفاته
- آثار عجم
- أشكال الميزان
- بحور الألحان
- البحر العظيم
- دبستان الفرصة: ديوانه في ستة آلاف بيت.
- رسالةٌ في علم الهيئة الحديث
- رسالة الشطرنجية
- مجموعة من المقالات
- هجر-نامة
- نحو وصرف كتابة مسمارية
- منشأت